# D.Gray-man
D.Gray-man (Nhật: ディー・グレイマン Hepburn: Dī Gureiman) là một bộ manga Nhật Bản do Hoshino Katsura sáng tác và minh họa. Lấy bối cảnh ở thế kỷ 19, truyện kể về Allen Walker - một thiếu niên tham gia tổ chức của các pháp sư trừ tà tên Black Order. Họ sử dụng một loại thánh vật cổ, Innocence, làm vũ khí để chống lại Millennium Earl cùng đội quân quỷ Akuma có mục đích hủy diệt loài người của hắn. Nhiều chương của truyện chuyển thể từ các tác phẩm và bản thảo trước đó của Hoshino, ví dụ như Zone. Loạt truyện nổi tiếng với phần nội dung khá u ám; Hoshino thậm chí từng phải làm lại một đoạn truyện mà cô nghĩ là quá bạo lực với các độc giả trẻ.
Bộ manga bắt đầu ra mắt trong tạp chí Weekly Shōnen Jump của Shueisha năm 2004. Việc phát hành truyện bị tạm ngưng nhiều lần vì lý do sức khỏe của Hoshino. D.Gray-man chuyển từ xuất bản hàng tuần thành hàng tháng vào tháng 11 năm 2009, khi truyện bắt đầu đăng trên tạp chí Jump Square. Vào ngày 29 tháng 12 năm 2012, bộ truyện bị gián đoạn vô thời hạn. Sau đó, manga này phát hành lại vào 17 tháng 7 năm 2015 khi Jump SQ.Crown ra mắt, một spin-off từ tạp chí Jump SQ. Các chương truyện được tổng hợp lại thành 25 tập tankōbon. Tới ngày 5 tháng 8 năm 2014, Viz Media đã tung ra toàn bộ 25 tập truyện ở Mỹ.
Loạt tiểu thuyết spin-off, D.Gray-man Reverse của Kizaki Kaya, nói về quá khứ của các nhân vật trong tác phẩm. Bộ manga được chuyển thể thành 103 tập anime bởi TMS Entertainment và phát sóng từ tháng 10 năm 2006 đến tháng 9 năm 2008 tại Nhật, còn bản quyền chiếu phim tại khu vực Bắc Mỹ thuộc về Funimation. Loạt anime 13 tập khác, D.Gray-Man Hallow, cùng do hãng phim TMS Entertainment sản xuất. Phim công chiếu tại Nhật từ tháng 7 đến tháng 9 năm 2016 như là phần tiếp theo của loạt anime D.Gray-man trước đó. Nhiều sản phẩm thương mại dựa theo bộ truyện, bao gồm 2 trò chơi điện tử, đã được sản xuất và tung ra thị trường.
Bộ manga trở thành một trong các tác phẩm bán chạy nhất của Shueisha, với hơn 22,5 triệu bản được tiêu thụ. Tại Nhật và Bắc Mỹ, nhiều tập truyện xuất hiện trong danh sách 10 manga bán chạy nhất hàng tuần. Mặc dù hầu hết các nhà phê bình nhận thấy sự tương đồng về nhân khẩu học của truyện với vài tác phẩm khác, họ đều dành thiện cảm cho manga này khi xét về khía cạnh những khoảnh khắc độc đáo và sự phát triển tốt hình tượng các nhân vật so với nhiều bộ shōnen khác. Phong cách vẽ của Hoshino nhận được nhiều phản hồi tích cực từ các nhà phê bình; hầu hết đánh giá cao vẻ ngoài thu hút của các nhân vật cùng những yếu tố Gothic trong nghệ thuật vẽ rất bắt mắt, chỉ có một điều duy nhất thường bị phê bình là các cảnh chiến đấu của Hoshino khá khó để nắm bắt.
Bộ truyện từng được nhà xuất bản Kim Đồng phát hành tại Việt Nam với tập 1 vào tháng 3 năm 2011 và tập 24 vào tháng 7 năm 2014.

## Cốt truyện
Lấy bối cảnh ở thế kỷ 19 hư cấu khác, câu chuyện nói về một tổ chức của các pháp sư diệt quỷ (exorcist), tên Black Order, trong cuộc chiến chống lại gia tộc Noah để bảo vệ loài người, sự đầu thai của Noah và 12 tông đồ của mình, những người căm ghét loài người và chúa trời được dẫn dắt bởi Millennium Earl. Vũ khí chính mà các exorcist sử dụng để chống lại gia tộc Noah là các thánh vật có tên gọi Innocence. Innocence có rất nhiều hình dạng, từ những vật dụng thường ngày như đôi ủng hay đồng hồ tủ, đến những vũ khí như kiếm hay súng; nhưng dù dưới hình dạng nào đi nữa, mỗi Innocence sở hữu sức mạnh đặc trưng riêng và chỉ có khả năng hỗ trợ cho chủ nhân do chúng lựa chọn. Trong số 109 Innocence được ẩn giấu và phân tán khắp nơi trên thế giới, có một cái là master Innocence; bên nào tìm thấy được Innocence này trước đồng nghĩa với chiến thắng. Ngược lại với Innocence, vũ khí của gia tộc Noah được lấy từ nguồn sức mạnh gọi là Vật chất tối (Dark Matter). Dark Matter, trao cho các Noah siêu năng lực, cùng khả năng tạo ra và điều khiển ma quỷ (Akuma).
Nhân vật chính là Allen Walker, thành viên mới của hội Black Order, người bắt đầu tập luyện để điều khiển Innocence của mình sau khi nó phá hủy Akuma từng là người nuôi dưỡng cậu thời thơ ấu, Mana. Truyện khởi đầu theo phong cách mỗi tuần một kẻ xấu, khi Allen cùng đồng đội trong Black Order tìm kiếm Innocence đồng thời phải giao chiến với những con quỷ của Noah. Sau đó, Allen và bạn mình nhận lệnh truy tìm tông tích của exorcist General Cross Marian, người thầy mất tích của Allen. Cuộc tìm kiếm kết thúc với việc họ đánh cắp thành công thiết bị hỗ trợ đi lại của Noah, tàu Nô-ê; điều này là nhờ Allen thừa hưởng nhân cách của Nea D. Campbell, thành viên thứ 14 bị lưu đày của gia tộc Noah mà Earl mong muốn đem trở lại. Trong story arc nói về cuộc nổi loạn thứ ba của các Exorcist, nhân cách Nea bắt đầu chiếm lấy cơ thể Allen. Bị săn đuổi bởi cả Black Order, gia tộc Noah, và một Innocence trong hình dáng con người là Apocryphos, Allen quyết định ẩn thân để tìm cách ngăn chặn sự trỗi dậy của nhân cách Nea.

## Sản xuất

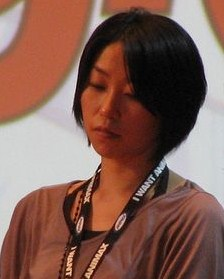
Tác giả Hoshino Katsura kết hợp nhiều yếu tố của one-shot, Zone, vào D.Gray-man.

Bản thảo của D.Gray-man được gửi đến Shueisha bởi tác giả Hoshino Katsura mà không hề thông báo trước. Cô cảm thấy bối rối khi sáng tác bộ truyện vì lúc ấy cô còn nhận được lời mời làm nhiều công việc khác (ví dụ như phát triển trò chơi điện tử). Tuy nhiên, Shueisha đã thích bản thảo này và nhân viên của hãng khuyến khích Hoshino tiếp tục với bộ truyện vì tin rằng nó sẽ trở nên nổi tiếng vào năm 2004. Ban đầu cô định viết truyện về zombie, nhưng bị phản đối bởi tổng biên tập T-shi và quyết định loại ý tưởng đó ở chương truyện thứ 3. Khi được hỏi về nguồn cảm hứng nào thúc đẩy cô viết về đề tài siêu nhiên, Hoshino nói rằng đó là do mình từng bị ám ảnh bởi phim The Exorcist phiên bản năm 1973. Mặc dù bộ phim kinh dị này khiến cô khiếp sợ, nhưng nó đã truyền cảm hứng để cô thiết kế ra các Akuma.
Con thuyền Noah xuất hiện trong truyện dựa theo khoa học giả tưởng nhiều hơn là yếu tố siêu nhiên như Akuma. Sau khi xác định được vai trò của con tàu Noah trong truyện, Hoshino quyết định sáng tác bản nhạc mà Allen chơi bằng piano để xây dựng lại con thuyền khi nó sắp bị phá hủy hoàn toàn. Cô đã yêu cầu sự giúp đỡ từ tòa soạn, một sinh viên tốt nghiệp đại học, nhưng cuối cùng lại quyết định sử dụng lời do tự mình sáng tác. Cô đổ lỗi việc này cho tính tự phụ của mình.
Tư liệu để sáng tác D.Gray-man xuất hiện lần đầu trong one-shot trước đó của Hoshino, Zone, kể về việc Akuma, exorcist, và âm mưu hủy diệt thế giới của Millennium Earl. Mặc dù Allen Walker là nam, tính cách của cậu lại dựa trên nhân vật nữ chính của Zone. Lavi thì lấy theo nhân vật chính diện trong bộ truyện mà ban đầu Hoshino dự định viết, Book-man. Các nhân vật khác, như là Millennium Earl, Lenalee Lee, và Komui Lee, đều dựa theo khuôn mẫu người thật nhưng Hoshino không xác định cụ thể họ là những ai; một số là các nhà khoa học nổi tiếng, số khác ví dụ như Komui thì lại lấy từ hình tượng sếp của Hoshino. Nhân vật Yu Kanda, lấy hình tượng của một samurai, được sử dụng để tạo sự thay đổi cho bối cảnh nặng tính phương Tây của D.Gray-man. Hoshino nhận thấy phần thiết kế của một vài nhân vật khá khó khăn khi mới bắt đầu truyện. Năm 2011, tác giả sang thăm New York để làm nghiên cứu, và tin rằng thành phố này đã gây ảnh hưởng lớn đến tác phẩm của cô. Hoshino đến nhiều nghĩa trang, và bị ấn tượng mạnh bởi lời bình từ hướng dẫn viên của cô tại vùng số 0 của Trung tâm Thương mại Thế giới (sau sự kiện 11 tháng 9). Cô nói rằng mình muốn ở lại New York lâu hơn để tìm thêm tư liệu cho bộ truyên.
Sau khi bắt đầu D.Gray-man, Hoshino đã cân nhắc tiếp tục sử dụng tên Zone và thậm chí còn nghĩ đến việc đặt tên Dolls hay Black Noah cho bộ truyện. Cô đã chọn "D.Gray-man" vì vài ý nghĩa của nó, thường là để chỉ "tình trạng" của Allen và các nhân vật chính khác. Mặc dù ý nghĩa của tựa truyện không hoàn toàn được giải thích, Hoshino từng nói rằng "D" là viết tắt của "dear" (thân thương, gần gũi). Theo tác giả, phần lớn ý tưởng bộ truyện sinh ra trong khi cô ngủ trong bồn tắm suốt 6 tiếng đồng hồ. Trừ ngoại lệ của tập truyện thứ hai, khi cốt truyện của nó lại dựa theo một vở kịch Nō có tựa "Koi no Omoni".
Khi bộ manga chuyển từ phát hành hàng tuần sang hàng tháng năm 2009, Hoshino biết về sự lo lắng của độc giả tới khả năng ngừng hẳn bộ truyện và đã trấn an rằng manga này vẫn sẽ tiếp tục. Cô kể về quá khứ của Kanda bằng việc giới thiệu các Exorcist đời thứ 3, những nhân vật có liên quan đến cậu và Alma Karma. Trong bản thảo gốc của Hoshino, quá khứ của Kanda có nhiều lỗ hổng. Kịch bản viết lại, phiên bản được đăng có cảnh Kanda khi bé bước trên con đường toàn xác chết của những người từng quan tâm, chăm sóc cho cậu. Do nặng yếu tố bạo lực, bức vẽ bị thay thế bằng đoạn Kanda biết rằng Alma Karma đã giết tất cả những người đó. Khi các chương truyện được tổng hợp lại thành một tập, Hoshino đã thêm một chương nhỏ có cảnh các xác chết.
Khi minh họa loạt truyện, Hoshino giao phó việc phân cảnh cho biên tập viên của mình, vì ban đầu công việc này khá phức tạp với cô bởi D.Gray-man là loạt truyện đầu tay của tác giả. Cô gặp khó khăn với việc phát hành hằng tuần của manga dẫn đến nhiều thay đổi bởi cách mà các cảnh truyện biến đổi trong giai đoạn này. Theo sau sự thay đổi của Hoshino sang định dạng phát hành threemestral, cô ứng dụng kỹ thuật số ngay từ giai đoạn phân cảnh truyện. Để sử dụng phong cách này, cô đã tham khảo một tác giả manga khác là Tite Kubo, nổi tiếng với bộ truyện Bleach người có phong cách tương tự với mình. Điều này cho phép cô thực hiện phần minh họa được chi tiết hơn và miêu tả khuôn mặt các nhân vật đặc trưng hơn.
Tác giả nhận thấy Lavi có rất nhiều người hâm mộ, đứng thứ 3 trong một cuộc bình chọn (chỉ sau Allen và Kanda) mặc dù cậu ít xuất hiện trong những phần sau của truyện, và cô hứa rằng Lavi sẽ trở lại. Ở arc truyện nói về Alma Karma, phần xuất hiện khá nhiều nhân vật, tác giả gặp nhiều khó khăn khi thực hiện; do đó, arc tiếp theo kể về việc Allen rời khỏi Black Order có ít nhân vật trong mỗi chương truyện hơn bởi sự khác nhau về bối cảnh truyện. Nhân vật Apocryphos xuất hiện để đưa ra gợi ý về Heart, một yếu tố truyện được mô tả sơ qua trước đây sẽ xuất hiện lại sau này. Vì đối tượng độc giả của Jump Square (tạp chí mà manga đang phát hành) —lớn tuổi hơn là trẻ con—Hoshino nhận thấy Allen là nhân vật khó viết nhất. Cô không muốn những vấn đề của Allen ở các arc truyện gần đây dẫn đến việc biến cậu thành hình tượng một thiếu niên rắc rối, mà muốn khắc họa cậu là một người vui vẻ và có sự cân bằng giữa mạnh mẽ và đau khổ. Sau khi viết truyện có nội dung u ám như D.Gray-man, Hoshino dự định sẽ sáng tác bộ truyện khác có không khí nhẹ nhàng hơn trong tương lai.

### Chủ đề
Theo hoshine, chủ để bộ truyện tập trung vào yếu tố bi kịch. Nhiều nhân vật như Allen phải chịu đựng những số phận nghiệt ngã xuyên suốt câu chuyện như mất người mình yêu quý và bị cám dỗ bởi Earl về ý định hồi sinh họ. Dù việc này có thành công, nhưng những người được hồi sinh lại trở thành Akuma và quay lại hãm hại chính người thân của mình. Điều này đưa đến chủ đề ban đầu là không nên hồi sinh những người đã khuất. Mặc dù vài nhân vật như Kanda bày tỏ tình yêu vô điều kiện với Alma, nhưng hạnh phúc của họ lại rất ngắn ngủi khi mà Alma chết ngay sau đó, điều khiến một tác giả khác cảm thấy rất phù hợp với lăng kính u ám của bô truyện. Thêm vào đó, cuộc đời Allen càng trở nên bi thảm hơn khi cậu buộc phải rời bỏ Black Order vì Giáo hoàng đã hủy bỏ tư cách exorcist của mình và cậu bị truy nã như một Noah bởi mối liên hệ của cậu với chúng. Dù vậy, Hoshino vẫn trấn an độc giả của mình, nói rằng Allen sẽ luôn có những đồng minh.
Một chủ đề thường gặp khác của bộ truyện là việc thiếu sự phân định đạo đức trắng đen rạch ròi. Mặc dù Allen khởi đầu truyện là anh hùng của Black Order, nhưng Tổ chức này dần lộ diện những hành động dễ khiến độc giả nghi ngờ liệu họ có phải là người tốt. Ngoài ra, gia tộc Noah cũng bắt đầu bộc lộ dần chiều sâu trong nhân cách mặc cho bản chất xấu xa của họ  như việc Earl tỏ rõ sự quan tâm dành cho Noah khác trong gia đình là Nea D. Campbell; hay việc Tyki Mikk đặt câu hỏi cho Allen về việc liệu cậu có nên trở về "ngôi nhà Exorcist" của mình sau những gì tổ chức đã đối xử với cậu khi biết Allen sẽ trở thành Nea.
Trong quyển sách Representing Multiculturalism in Comics and Graphic Novels (Giới thiệu về đa văn hóa trong truyện và tiểu thuyết đồ họa), Carolene Ayaka phát biểu rằng còn có một chủ đề khác trong bộ truyện, đó là về bản thể. Điều này phản ánh qua việc Allen và các exorcist khác quen dần với những sức mạnh siêu nhiên của mình để có thể trở nên "nhân bản" hơn. Mặt khác, sự thật về Allen là Noah thứ 14 lại khiến giảm đi phần người trong cậu. Một chủ đề khác là sự đau khổ, như hình ảnh Millennium Earl xuất hiện trong dáng vẻ mệt mỏi của một người đàn ông trung niên luôn tìm kiếm người bạn đồng hành trước đây của mình, Nea. Hoshino tin rằng Millennium Earl, nhân vật phản diện của bộ truyện, rất phù hợp với đối tượng độc giả của truyện. Trong quyển sách Anime and Philosophy: Wide Eyed Wonder Josef Steiff và Tristan D. Tamplin đề cập cách mà D.Gray-man, cùng Spriggan và Ulysses 31, tập trung vào "kết thúc của thế giới" với D.Gray-man và Spriggan lấy tham khảo ý tưởng từ trận đại hồng thủy trong kinh thánh.

### Chuyển thể

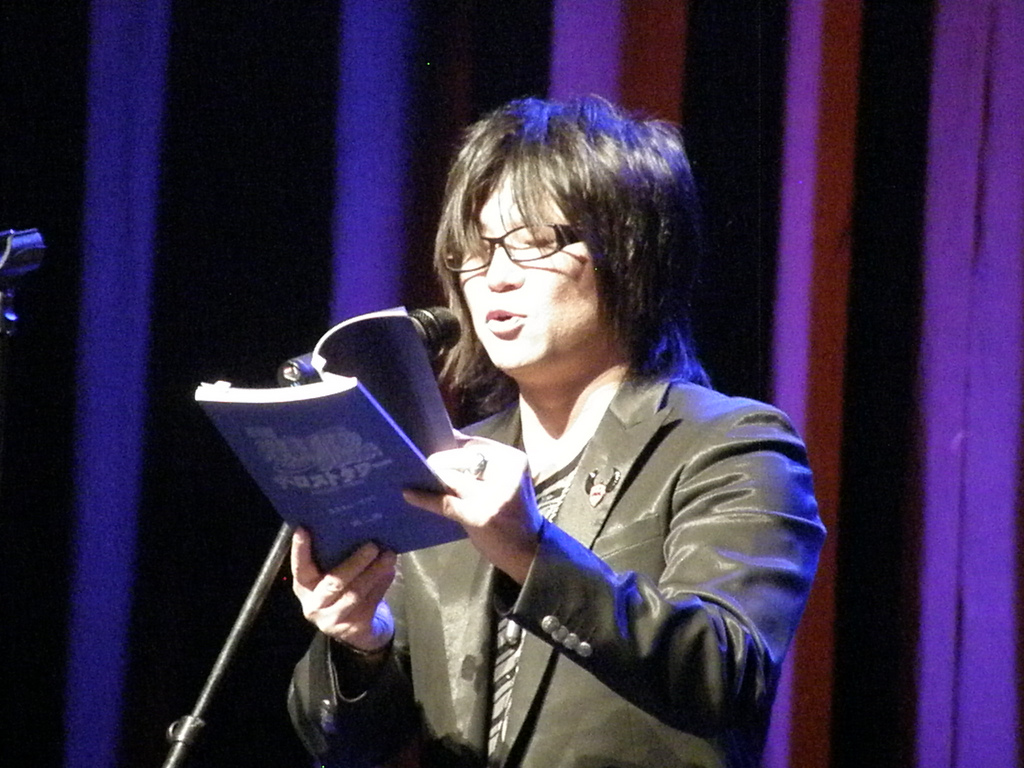
Diễn viên lồng tiếng Nhật Morikawa Toshiyuki để ý thấy nhóm làm phim rất hòa thuận với nhau trong qua trình sản xuất bộ anime D.Gray-man.

Trong giai đoạn sản xuất bộ anime chuyển thể đầu tiên, tác giả thường xuyên ghé thăm xưởng phim TMS Entertainment, để lắng nghe các câu hỏi và đưa ra lời khuyên cho các diễn viên lồng tiếng về nhân vật của họ. Mặc dù Hoshino từng rất lo lắng khi phải nói chuyện với họ, cô đã bị bất ngờ bởi sự hết mình trong việc luyện tập cho các nhân vật của nhóm lồng tiếng—nhất là Kobayashi Sanae (Allen), Sakurai Takahiro (Kanda), Konishi Katsuyuki (Komui), và Tōchi Hiroki (Cross Marian)—và cô từng nói đùa rằng Lenalee trông đẹp hơn sau khi nhìn thấy thành quả của Itō Shizuka. Trong giai đoạn đầu quá trình sản xuất, Hoshino được cho xem phiên bản sơ khởi của đoạn nhạc phim mở đầu: "Innocent Sorrow" của ban nhạc rock Nhật Abingdon Boys School. Khi cô xem video, Hoshino đã khóc trong vui sướng và cả đoàn làm phim đã bật cười khi thấy phản ứng đó của cô. Diễn viên lồng tiếng cho Tyki Mikk, Morikawa Toshiyuki, nhớ về công đoạn thu âm cho bộ phim và miêu tả không khí lúc đó rất "sống động" bởi sự hiện diện của nhiều diễn viên nổi tiếng. Khi bộ anime hoàn thành, mọi diễn viên (những người đã trở thành bạn bè trong quá trình sản xuất) đều còn giữ liên lạc với nhau.
Bộ anime tiếp theo có thêm tựa đề phụ là Hallow, ám chỉ Halloween; dịp lễ mừng "sự hồi sinh của người chết", và TMS Entertainment ăn mừng "sự hồi sinh của loạt anime D.Gray-man". Dù là phần tiếp theo, Hoshino vẫn gọi đây là bộ anime D.Gray-man hoàn toàn mới đồng thời cảm ơn người hâm mộ đã dõi theo tác phẩm. Các diễn viên lồng tiếng Nhật ban đầu bị thay thế, với Murase Ayumu lồng tiếng cho Allen và Tachibana Shinnosuke lồng tiếng cho Howard Link; cả hai bản anime chuyển đều giữ lại dàn diễn viên lồng tiếng Anh của Funimation. Trong bản tiếng Anh, Allen được Todd Haberkorn lồng tiếng, người từng nói việc lồng tiếng cho nhân vật này là một điểm nhấn trong sự nghiệp của mình.

## Truyền thông

### Manga
Sáng tác và minh họa bởi Hoshino, manga D.Gray-man bắt đầu xuất bản trên tạp chí Weekly Shōnen Jump của Shueisha vào ngày 31 tháng 5 năm 2004. Bộ truyện bị đình chỉ nhiều lần vì lí do sức khỏe của Hoshino. Việc xuất bản được nối lại vào ngày tháng 3 năm 2009. Loạt truyện đăng trên tạp chí phát hành theo mùa Akamaru Jump vào ngày 17 tháng 8. Sau khi ra mắt trên Akamaru Jump, D.Gray-Man xuất bản trở lại vào ngày 4 tháng 11 năm 2009 trên nguyệt san Jump SQ. Bộ manga tiếp tục bị gián đoạn vào ngày 29 tháng 12 năm 2012, và lại phát hành lại vào ngày 17 tháng 7 năm 2015 trên tạp chí phát hành theo quý Jump SQ.Crown. Hiện tại, manga đã chuyển sang đăng trên tạp chí Jump Square Rise từ 13 tháng 4 năm 2018.
Các chương riêng lẻ được phát hành dưới định dạng tankōbon bởi Shueisha. Volume hoàn chỉnh đầu tiên ra mắt vào ngày 9 tháng 10 năm 2004, và volume thứ 25, cũng là cuối cùng vào năm 2017, xuất hiện vào ngày 3 tháng 6 năm 2016. Trong quá trình thực hiện từng volume, Hoshino ban đầu muốn bìa mỗi quyển tập trung vào một nhân vật khác nhau. Tuy nhiên, sau lần phát hành bộ tổng hợp thứ 9 của truyện, Hoshino đã đổi ý và thay vào đó bằng việc thử nhiều kiểu bìa truyện có hình ảnh của các nhân vật.
Tại triển lãm San Diego Comic-Con International 2005, D.Gray-man được Viz Media đăng ký bản quyền phát hành bản tiếng Anh tại khu vực Bắc Mỹ. Hãng đã phát hành bộ tổng hợp các tập truyện vào ngày 2 tháng 5 năm 2006 và tập thứ 24 vào ngày 5 tháng 8 năm 2014. Toàn bộ 25 tập được ấn định phát hành ngày 2 tháng 5 năm 2017. Viz Media đã xuất bản lại bộ truyện theo định dạng 3 trong 1, phát hành 8 tập phiên bản 3 trong 1 từ ngày 2 tháng 7 năm 2013 đến ngày 3 tháng 11 năm 2015. Madman Entertainment xuất bản 24 tập truyện bản tiếng Anh của Viz tại Australia và New Zealand, từ ngày 10 tháng 8 năm 2008 đến ngày 10 tháng 9 năm 2014.

### Anime
Tháng 6 năm 2006, Shueisha thông báo rằng manga D.Gray-man sẽ được chuyển thể thành anime. Những tập phim đầu tiên này sẽ do Nabeshima Osamu đạo diễn và sản xuất bởi Dentsu, TMS Entertainment, Aniplex, và TV Tokyo. TMS Entertainment thực hiện phần hoạt họa, trong Aniplex phụ trách phần âm nhạc. Bộ phim bắt đầu công chiếu từ ngày 3 tháng 10 năm 2006 trên kênh TV Tokyo. Phần đầu với 51 tập của phim, còn biết đến với tên gọi "màn thứ nhất", kết thúc vào ngày 25 tháng 9 năm 2007. 52 tập của phần hai, với tên gọi "màn thứ 2", bắt đầu phát sóng từ ngày 2 tháng 10 năm 2007 và kết thúc vào ngày 30 tháng 9 năm 2008, tổng cộng loạt phim có 103 tập. Bộ anime chuyển thể toàn bộ cốt truyện của manga từ đầu đến đoạn sở chỉ huy của Black Order bị phá hủy. Các tập phim được Aniplex phát hành trong 26 DVD từ ngày 7 tháng 2 năm 2007 đến ngày 4 tháng 3 năm 2009.
Phiên bản tiếng Anh của 51 tập đầu tiên được Funimation mua bản quyền vào tháng 5 năm 2008, và phát hành trong các đĩa DVD tại Bắc Mỹ từ ngày 31 tháng 3 năm 2009 đến ngày 5 tháng 1 năm 2010. Bộ anime phát sóng chính thức trên kênh truyền hình Funimation Channel ở Bắc Mỹ vào tháng 9 năm 2010. 51 tập đầu phim được Madman Entertainment phát hành trong 4 đĩa DVD từ ngày 19 tháng 8 năm 2009 đến ngày 13 tháng 5 năm 2010, và bộ box set DVD bắt đầu lên kệ từ ngày 6 tháng 6 năm 2012. Tại Anh, Manga Entertainment phát hành 4 phần của mùa đầu tiên từ ngày 22 tháng 2 đến ngày 18 tháng 10 năm 2010. Bộ box set được tung ra vào ngày 6 tháng 12 năm 2010. Ngày 30 tháng 6 năm 2016, một thông báo đã xác nhận việc Funimation nắm trong tay bản quyền mùa thứ hai của bộ phim. Vào tháng 8 năm 2017, Funimation công bố phát hành phiên bản dành cho gia đình của mùa thứ 2 bộ anime bắt đầu từ tháng 10 cùng năm. Trong tháng 8 năm đó, Crunchyroll đã phát sóng trực tuyến 25 tập của loạt phim.
Loạt anime thứ 2 được giới thiệu ở lễ hội Jump Festa của Shueisha vào năm 2016. Hoshino gọi bộ phim lần này là phần tiếp theo của loạt phim trước, thay vì là làm lại. Phim bắt đầu tại thời điểm mà bộ anime trước dừng lại khi Allen rời khỏi tổ chức. Bộ phim, D.Gray-man Hallow, do Ashino Yoshiharu đạo diễn và biên kịch bởi Yokote Michiko, Higuchi Tatsuto, và Yamashita Kenichi, thiết kế nhân vật do Yosuke Kabashima phụ trách Wada Kaoru đảm nhiệm phần âm nhạc. Crunchyroll phát sóng bộ phim trên kênh của hãng. Bộ anime chiếu trên TV Tokyo từ ngày 4 tháng 7 đến ngày 26 tháng 9 năm 2016, và được phát sóng trên kênh Animax Asia. Phiên bản dành cho gia đình của Hallow bị trì hoãn, và đến tháng 3 năm 2017, website chính thức của D.Gray-man Hallow thông báo rằng bản này đã bị hủy phát hành vì "nhiều lí do".

### Âm nhạc
Phần âm nhạc của bộ anime D.Gray-man do Wada Kaoru biên soạn, và 4 đĩa soundtrack CD được Sony Music Entertainment phát hành tại Nhật. Đĩa đầu tiên, D.Gray-man Original Soundtrack 1 với 34 track nhạc (gồm cả ca khúc mở đầu thứ nhất và 2 ca khúc kết thúc), ra mắt ngày 21 tháng 3 năm 2007.  Tiếp nối là CD D.Gray-man Original Soundtrack 2 với 32 track nhạc, tung ra vào ngày 29 tháng 12 năm 2007, trong đó bao gồm ca khúc mở đầu thứ 2 cùng 2 ca khúc kết thúc còn lại. Các ca khúc mở đầu và kết thúc của phim được tổng hợp lại thành một đĩa CD, D.Gray-man Complete Best, và tung ra vào ngày 24 tháng 9 năm 2008. Phiên bản giới hạn của đĩa này còn bao gồm một DVD chứa các cảnh phim ở đầu và cuối mỗi tập đã cắt bỏ phần credit.
Đĩa soundtrack thứ ba, D.Gray-man Original Soundtrack 3 với 31 track, ra mắt tại Nhật Bản vào ngày 17 tháng 12 năm 2008. Đĩa này bao gồm ca khúc mở đầu thứ ba và thứ tư của bộ phim, ca khúc kết thúc thứ 5 đến thứ 8 cùng 1 bản insert song "Hands Sealed With a Kiss" (つないだ手にキスを Tsunaida Te Ni Kisu o) của Kobayashi Sanae (diễn viên lồng tiếng Nhật đầu tiên cho Allen Walker). Một đĩa soundtrack khác, từ phần tiếp theo Hallow, ra mắt ngày 28 tháng 9 năm 2016. Tựa D.Gray-man Hallow Original Soundtrack, đĩa này có 40 track nhạc bao gồm các ca khúc mở đầu và kết thúc của phần Hallow.

### Trò chơi điện tử
2 trò chơi phiêu lưu D.Gray-man, dựa theo bộ anime đầu tiên, được thực hiện. Trò chơi thứ nhất, D.Gray-man: Kami no Shitotachi (D.Gray-man 神の使徒達 lit. "D. Gray-man The Apostles of God") cho hệ máy Nintendo DS, do Konami phát hành tại Nhật vào ngày 29 tháng 3 năm 2007 với Allen cùng các bạn mình là những nhân vật người chơi có thể nhập vai. Trò chơi thứ hai, D.Gray-man: Sousha no Shikaku (D.Gray-man 奏者ノ資格 lit. "D. Gray-man Player"), phát hành cho dòng máy PlayStation 2 vào ngày 11 tháng 9 năm 2008. Trong game, Allen luyện tập tại trụ sở ở châu Á của Black Order hòng lấy lại sức mạnh đã mất sau trận chiến trước đó để có thể cùng các bạn mình chiến đấu chống lại Akuma và Noah. Allen và các nhân vật khác của truyện xuất hiện trong trò chơi điện tử đối kháng trên nền Nintendo DS, Jump Super Stars và Jump Ultimate Stars, cậu còn là nhân vật phụ trong trò chơi điện tử đối kháng J-Stars Victory VS.

### Sách
Ba tập light novel dựa theo bộ truyện, D.Gray-man: Reverse của Kizaki Kaya, được Shueisha xuất bản. Tập đầu tiên, ra mắt ngày 30 tháng 5 năm 2005, nói về hành trình của Allen khi tìm đến Black Order sau khi đã hoàn thành khóa huấn luyện excorcist, Yu Kanda nhận nhiệm vụ truy tìm một phù thủy, và đội trưởng chi nhánh châu Á Bak Chan, cố tìm hiểu vì sao Komui Lee được chọn làm đội trưởng chi nhánh châu Âu (thay vì mình). Tập thứ hai, ra mắt vào ngày 4 tháng 7 năm 2006, lấy bối cảnh trong tổ chức Black Order. Allen cùng các nhân vật khác tham dự một buổi tiệc, Lavi tập luyện để trở thành Bookman tiếp theo trước khi gặp lại Allen, và Millennium Earl tìm kiếm nạn nhân khác để tạo ra Akuma. Tập thứ ba phát hành vào ngày 3 tháng 12 năm 2010. Chương đầu nói về nhà khoa học của Black Order Rohfa trong hành trình tìm kiếm Allen, người mà cô say mê. Ở chương thứ hai, sách nói về giai đoạn lúc Allen còn nhỏ phải sống trong một gánh xiếc sau khi bị cha mẹ mình bỏ rơi.
Nhiều cuốn sách khác liên quan đến bộ truyện cũng được Shueisha xuất bản. Quyển D.Gray-man Official Fanbook: Gray Ark ra mắt ngày 4 tháng 6 năm 2008, và quyển TV Animation D.Gray-man Official Visual Collection: Clown Art được tung ra vào ngày 4 tháng 9 cùng năm. Ba quyển omnibus edition xuất bản vào ngày 13 tháng 11, 11 tháng 12 năm 2009 và 15 tháng 1 năm 2010. Tiếp nối bằng sách minh họa, D.Gray-man Illustrations Noche, vào ngày 4 tháng 2 năm 2010. Noche xuất bản bởi Viz Media vào ngày 6 tháng 12 năm 2011. Quyển artist's book còn có 2 phần phỏng vấn với Hoshino và họa sĩ cho manga Osamu Akimoto cùng Obata Takeshi. D.Gray-man Character Ranking Book, tổng hợp các cuộc bình chọn nhân vật cùng phần thông tin cá nhân của từng người từ Hoshino và one-shot "Exorcist no Natsu Yasumi" (エクソシストの夏休み lit. "Exorcist's Summer Vacation"), phát hành ngày 4 tháng 7 năm 2011. Một quyển sách mới, D.Gray-man Official Fan Book - Gray Log (Gray's Memory), ra mắt tại Nhật vào ngày 4 tháng 8 năm 2017.

## Đón nhận

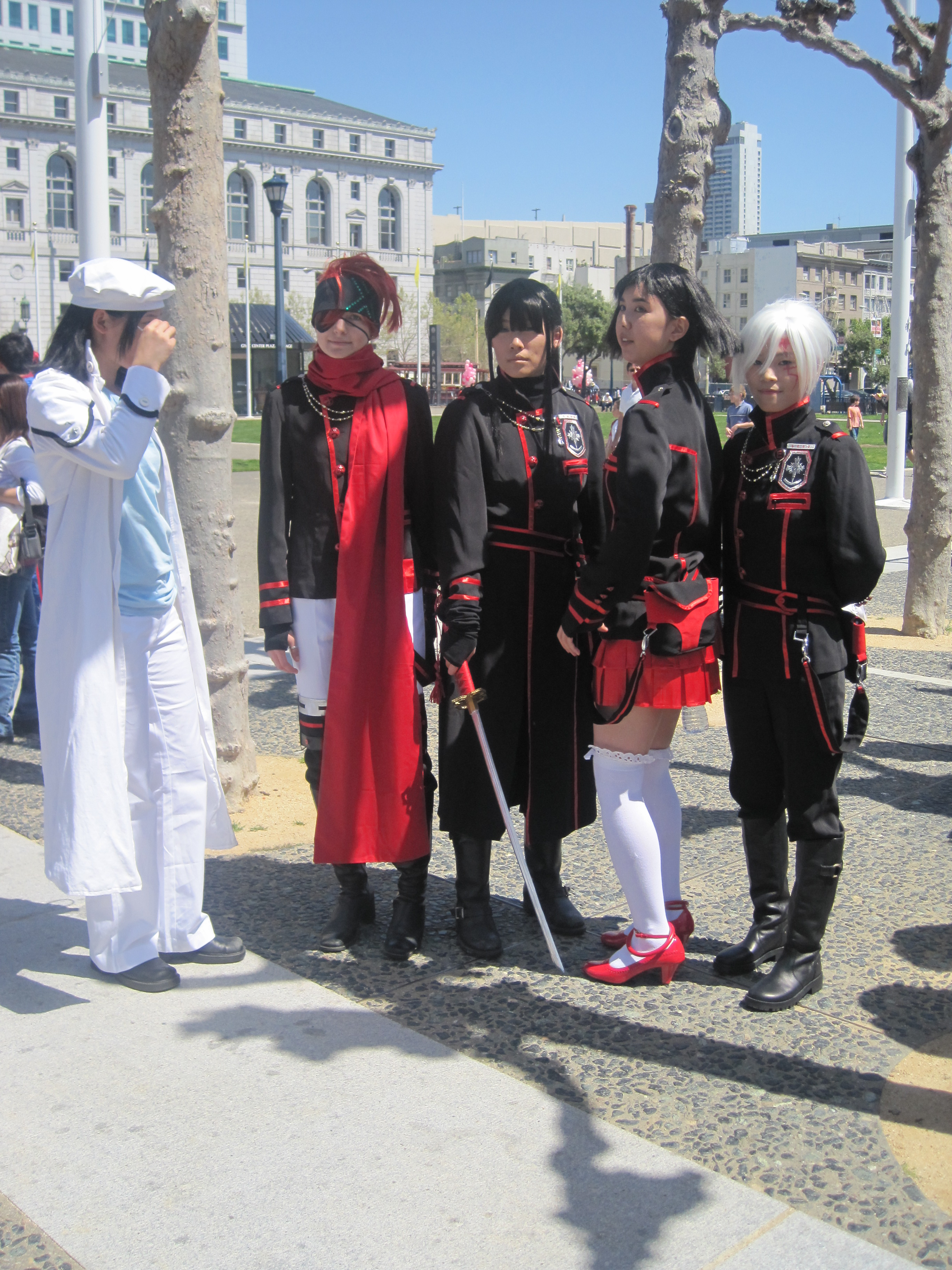
Cosplayer các nhân vật trong D.Gray-man trở nên rất thịnh hành.

### Danh tiếng
Bộ manga rất nổi tiếng ở Nhật Bản. Là một trong các truyện bán chạy nhất của Weekly Shōnen Jump, vài tập truyện còn xuất hiện trong danh sách 50 manga bán chạy nhất hàng năm tại Nhật; năm 2008, tập thứ 14, 15, và 16 đều xuất hiện trong danh sách này. Các tập sau đó còn là sách bán chạy nhất Nhật Bản. Trong tháng 10 năm 2016, loạt truyện đạt mốc lưu hành tại Nhật với hơn 22,5 triệu bản. Tác giả manga Hoshino Katsura rất cảm kích trước sự hỗ trợ nhiệt tình từ nhà xuất bản đến mức cô từng nói rằng cô nợ họ sự thành công của bộ truyện.
Các tập truyện bản tiếng Anh của Viz xuất hiện trong danh sác các manga bán chạy nhất của New York Times và Nielsen BookScan. Trong danh sách mùa hè và quý 3 năm 2008 của mình, ICv2 xếp hạng D.Gray-man đứng thứ 15 trong số các manga bán chạy nhất tại Bắc Mỹ. Năm 2009 và 2010, truyện trở thành manga shōnen bán chạy nhất tại Bắc Mỹ nói riêng và manga bán chạy nhất nói chung. Ngoài ra, truyện còn lần lượt đứng ở vị trí thứ 24 và 23 trong danh sách 25 manga hay nhất ở khu Bắc Mỹ của ICv2 năm 2011 và 2012.
Tạp chí manga của Zassosha, Puff, xếp bộ truyện là một trong bảy manga dài tập hay nhất năm 2006. Ở Pháp, truyện nhận giải thưởng Loạt manga hay nhất năm 2006 tại triển lãm Anime và Manga 2007 French Grand Prix (tổ chức bởi Animeland) và giải Manga của năm 2006 từ Webotaku. Bộ DVD của phim cũng rất nổi tiếng, đứng ở vị trí cao trong danh sách các DVD hoạt hình của Nhật từ năm 2007 đến năm 2009, đồng thời bộ phim còn nằm trong số các anime được xem nhiều nhất tuần. Các tập tiểu thuyết của truyện cũng nhận được sự chào đón nồng nhiệt; tập thứ hai còn là tiểu thuyết bán chạy nhất tại Nhật trong năm 2006. Các nhân vật của D.Gray-man còn truyền cảm hứng cho rất nhiều trang phục cosplay.

### Đánh giá và phê bình

#### Manga
Nhìn chung, bộ truyện nhận được nhiều đánh giá tích cực. Trong bài nhận xét về tập một của mình, Carlo Santos của Anime News Network nói rằng một vài điểm trong cốt truyện "xuất hiện không biết từ đâu ra" và tiềm năng của câu chuyện đã bị giới hạn lại chỉ vì một vài điểm yếu như là phần thiết kế khá chung chung. Tuy nhiên, ông lại thích nhiều điểm khác của manga như cốt truyện diễn tiến nhanh, cách trần thuật, và những câu chuyện quá khứ. Sheena McNeil từ Sequentialtart gọi đây là manga hay nhất từ năm 2006 dựa theo phần cốt truyện và dàn nhân vật. A.E. Sparrow của IGN cũng bình phẩm về tập đầu tiên, so sánh các nhân vật phản diện của truyện với ba ác nhân trong Batman bởi sự tương đồng bất kể vai trò của họ. Sparrow cũng yêu thích nhân cách được hình thành từ quá khứ đau khổ của Allen. Gọi những tập đầu truyện là "tiểu thuyết nghiệp dư", nhà phê bình Leroy Douresseaux của Coolstreak Cartoons nhận thấy sự cải thiện rõ rệt sau từng tập trong cốt truyện và nghệ thuật của manga, trong khi Otaku USA lại ấn tượng với sự đa dạng của nhiều yếu tố kinh dị, khoa học viễn tưởng, kỳ ảo trong truyện so với các manga khác đến mức khiến tác phẩm này không thể đại diện cụ thể cho bất kỳ thể loại nào mà nó thuộc. Ross Liversidge từ Anime Network Anh rất thích thú với ba tập đầu manga; Hoshino có khả năng "kể truyện xuất sắc" trong việc xây dựng kịch bản u ám, hài hước nhẹ nhàng cùng các nhân vật nổi bật. Theo Brian Henson của Mania Beyond Entertainment, loạt truyện dần trở nên tốt hơn theo thời gian; mặc dù một vài chi tiết trông có vẻ như là vay mượn từ tác phẩm khác, chúng cũng dần phát triển để có nét đặc trưng riêng biệt. Yussif Osman từ Japanator cho rằng những nhân vật của truyện là một trong các nhân vật có chiều sâu nhất từng thấy ở một manga shōnen, lấy ví dụ về quá khứ Lavi và gia tộc Noah.
Các tập sau này cũng nhận được nhiều lời khen ngợi; Joseph Luster của Otaku USA đánh giá cao các cảnh chiến đấu trong truyện cũng như sự phát triển của nhân vật Allen. Sự thật về việc Allen sẽ trở thành kẻ thù của tổ chức và là Noah thứ 14 nhận sự đón nhận tích cực từ Grant Goodman của Pop Culture Shock cùng Chris Beveridge của the Fandom Post. Tuy nhiên, Goodman phê bình sự lệ thuộc vào yếu tố hài hước hơn là tập trung vào chính kịch của các tập truyện đầu tiên. Beveridge và Erkael của Manga News ấn tượng với quá khứ đầy bi kịch của Kanda. Douresseaux lại thích hoàn cảnh mà Allen phải đối mặt ở tập 21 (vì mối liên hệ của nhân vật này với Noah), và muốn thấy điều đó xuất hiện nhiều hơn thay vì đoạn Kanda chiến đấu với Alma Karma. Chris Kirby từ Fandom Post cảm thấy những bí ẩn xuất hiện xuyên suốt câu chuyện mang tính giải trí cao, nhưng vẫn than phiền về sự trì hoãn liên tục của Hoshino, khiến nhiều người hâm mộ thất vọng khi đề cập đến những sự kiện sắp xảy ra trong tương lai.
Phần nghệ thuật của Hoshino lại nhận được nhiều ý kiến trái chiều. Theo Casey Brienza từ ANN, tính đến tập 12, các cảnh chiến đấu "gần như không thể hiểu được" cũng như những phần minh họa còn lại. Cô miêu tả phong cách vẽ của Hoshino là phong cách "vừa có tính thẩm mỹ lại tràn đầy năng lượng, vừa vô cùng đẹp đẽ lại cực kỳ bạo lực" từng trở nên thịnh hành nhờ các nữ họa sĩ manga nổi lên từ tiểu văn hóa dōjinshi những năm cuối thập niên 1980 và đầu 1990, điển hình như CLAMP và Kōga Yun. Brienza còn bình phẩm về thiết kế nhân vật của Hoshino, tin rằng người hâm hộ từ bất kì giới tính nào cũng đều bị nó hấp dẫn. Douresseaux gọi nghệ thuật của Hoshino là "rất thời trang" và gợi nhớ lại các tác phẩm của Joe Madureira, Kelley Jones, cùng Chris Bachalo. Mô tả cảnh nền của cô vẽ là "lạnh lùng" và rùng rợn, Douresseaux viết rằng Hoshino khiến các cảnh truyện trở nên hấp dẫn nhờ kết hợp các yếu tố gothic với bạo lực. Brian Henson phê bình các thay đổi được thực hiện với phiên bản của Viz Media, như việc thay thế các hiệu ứng âm thanh trong bản tiếng Nhật bằng bản ít hấp dẫn hơn cùng phần dịch vụng về tên của các nhân vật.

#### Anime

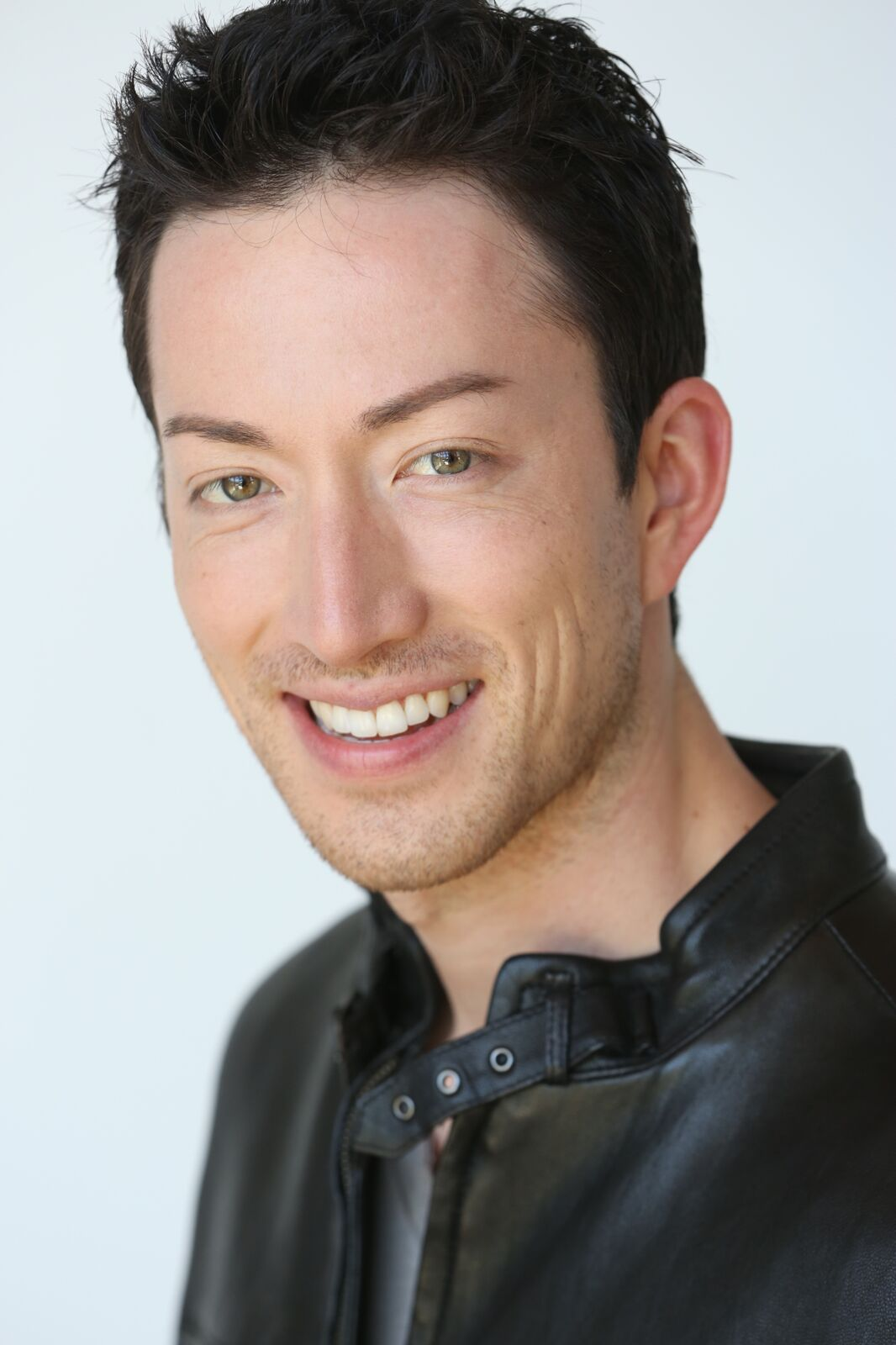
Diễn viên lồng tiếng Anh cho Allen, Todd Haberkorn, nói rằng bộ phim có doanh số bán ra thấp ở các nước phương Tây.

Theo giám đốc của Funimation Entertainment và CEO Fukunaga Gen, bộ phim rất nổi tiếng ở Nhật Bản và Mỹ. Carl Kimlinger của Anime News Network nhận xét tập phim thứ nhất, cho rằng phim vay mượn nhiều ý tưởng nên "hoàn toàn không có yếu tố gì là nguyên bản" nhưng lại không nhàm chán. Dù nhận định cách Allen sử dụng vũ khí chống lại Akuma trông có vẻ phi truyền thống, Todd Douglass Jr. từ DVD Talk vẫn cảm thấy việc sử dụng chúng trong anime rất thú vị. Sandra Scholes của Active Anime cùng Kevin Leathers từ UK Anime Network yêu thích loạt phim và, cũng như Douglass, nhận thấy việc vay mượn chút ít từ các tác phẩm khác rất hấp dẫn. Cả hai đều đánh giá cao phần xây dựng nhân cách của Allen Walker. Kimberly Morales của Anime Insider nói rằng chất lượng đồ họa của bộ phim không đồng nhất và mặc dù có cốt truyện hay, vai Kanda không phù với diễn viên lồng tiếng Travis Willingham. Tuy nhiên, Morales nhìn chung vẫn yêu thích bộ phim và dàn diễn viên lồng tiếng. Tom Tonhat từ tạp chí Escapist tôn vinh dàn diễn viên nhờ cách họ truyền cảm hứng cho nhiều trang phục cosplay và nhấn mạnh đến tầm ảnh hưởng của nhân cách Earl khi đề cập đến việc người chết không thể được hồi sinh.
Kevin Leathers của UK Anime phê bình việc phim thiếu các arc mang tính giải trí, và Casey Brienza từ Anime News Network gọi bộ phim là bản chuyển thể nghèo nàn từ bộ manga. Mặt khác, Neo lại thích diễn tiến của các tập phim dù cho một trong số đó bị gọi là "filler" khi những tập này nói về nhiều quá nhiều nhân vật cùng lúc. Diễn viên lồng tiếng Anh cho Allen, Todd Haberkorn, nói rằng dù nhận được nhiều đánh giá tích cực, bộ phim lại có doanh số bán ra khá thấp; anh khuyên người hâm mộ nên mua bộ DVD của phim khi nó được tung ra để giữ cho bộ anime không bị dừng sản xuất.
Loạt anime tiếp theo, D.Gray-man Hallow, là một trong các anime được mong đợi nhất mùa hè năm 2016 theo độc giả của Anime News Network và cổng thông tin điện tử tiếng Nhật goo. Vì chưa xem bộ phim gốc sau một thời gian dài, Alex Osborn của IGN đánh giá cao phần tóm tắt ngắn để gợi lại cốt truyện cho khán giả ở đầu tập một của bộ phim. Dù thích sự tương tác giữa các nhân vật chính, Osborn vẫn thấy bối rối khi sự thật về việc Allen sẽ trở thành Noah thứ 14 được tiết lộ và phải xem lại toàn bộ đoạn này để có thể nắm được nội dung. Trong bài nhận xét sau này, Osborn nói rằng anh bị ấn tượng bởi sự xuất hiện lần đầu của Noah thứ 14 trong cơ thể Allen; dù cho điều này khá "khó chịu", nó vẫn góp phần cho sự phát triển nhân vật. Anne Laurenroth nhấn mạnh sự phát triển của nhân vật Kanda trong Hallow, cụ thể là trận chiến với Alma Karma và việc cậu quay về Tổ chức ở cuối phim. Laurenroth nhận thấy phần đồ họa của Hallow nghèo nàn và rời rạc nhưng, mặc dù không khí hầu hết các tập khá tệ, khoảnh khắc cuối phim lại rất tươi sáng. Manga Tokyo đề cao triết lý đạo đức của câu chuyện khi Allen bị chính tổ chức mình tham gia bắt giam và phải nhờ tới sự giúp đỡ từ những đồng minh của Millennium Earl để sinh tồn. Tuy nhiên, người phê bình cảm thấy khán giả cần thêm nhiều thông tin hơn những gì mà câu chuyện đem lại.